# 출발! 드림팀 (시즌 2)
《출발 드림팀 시즌 2》는 대한민국의 KBS 2TV에서 방영된 스포츠 버라이어티 프로그램이다.

## 방송 시간
| 방송 채널 | 방송 기간 | 방송 시간                             |
| --------- | --- | ------------------------------------- |
| KBS 2TV   | 2009년 10월 25일 ~ 2012년 11월 18일 2013년 4월 28일                                                                                                   | 매주 일요일 오전 10:35 ~ 11:45 (70분) |
| KBS 2TV   | 2012년 11월 25일 ~ 2013년 4월 21일 | 매주 일요일 오전 10:45 ~ 11:55 (70분) |
| KBS 2TV   | 2013년 5월 5일 2013년 5월 12일 | 매주 일요일 오전 10:25 ~ 11:35 (70분) |
| KBS 2TV   | 2013년 5월 19일 ~ 2013년 8월 11일 2013년 9월 29일 2013년 10월 20일                                                                                    | 매주 일요일 오전 10:20 ~ 11:30 (70분) |
| KBS 2TV   | 2013년 8월 18일 ~ 2013년 9월 22일 2013년 10월 6일 2013년 10월 13일 2013년 10월 27일 ~ 2013년 12월 29일 2014년 1월 12일 ~ 2014년 2월 23일              | 매주 일요일 오전 10:40 ~ 11:55 (75분) |
| KBS 2TV   | 2014년 1월 5일 2014년 3월 2일 ~ 2014년 4월 13일 2014년 5월 4일 ~ 2014년 10월 12일 2014년 11월 2일 ~ 2014년 12월 28일 2015년 1월 4일 ~ 2015년 8월 30일 | 매주 일요일 오전 10:30 ~ 11:45 (75분) |
| KBS 2TV   | 2015년 9월 6일 ~ 2016년 5월 29일 | 매주 일요일 오전 10:30 ~ 11:40 (70분) |

## 슬로건

### 오프닝
- 10년의 신화! 1초의 승부! 출발! 드림~팀! (2009년 10월 25일 ~ 2014년 12월 28일)
- 뜨거운 열정! 짜릿한 승부! 출발! 드림~팀! (2015년 1월 4일 ~ 2016년 5월 29일)

### 엔딩
- 승리를 위해 최선을 다하고 결과에 승복할 줄 아는 사회를 만들기 위해 출발! 드림~팀!

## 제작진
- 책임 프로듀서(CP) : 김영도
  - 이전 책임 프로듀서(CP) : 권경일, 전진학, 권영태
- 연출 : 전진학, 고세준, 이승건, 임덕순
  - 이전 연출 : 김진환, 이태헌, 이동훈, 김성민, 강봉규, 하태석, 문성훈, 남성현, 권용택, 김정환, 한호섭, 강승연, 박형근, 고국진
- 작가 : 김기륜, 박미경, 박해미, 진나리, 호주원
  - 이전 작가 : 박미경, 강은진, 임주리, 윤영경, 주리라, 백주연, 김경아, 유지혜, 김보경, 오주화, 양선진, 이소정, 최준성, 김효정, 김혜정, 안영란, 곽기연, 김선아, 정시윤, 이효정, 권윤지, 조혜주, 황보배, 권영, 송지은, 김수민
- FD : 조진수, 박준혁
  - 이전 FD : 김혜진, 최민정, 신지웅, 이정원, 권도우, 김도형, 이명래, 이하늘
- 성우 : 이원준 (1~204회/231~336회)
  - 이전 성우 : 김영찬 (205~230회)
- 팀 닥터 : 송현섭
  - 이전 팀 닥터 : 윤현석, 전병철, 김은수, 김동섭, 조창영, 금창준, 변장훈, 이재환

## 출연진
- 진행자 : 이창명(1~332회), 붐(184~209회), 정다은, 조우종
- 전속해설위원 : 이병진, 허준
- 역대 출연자 : 조성모, 대니 안, 이상인, 홍서범, 민호, 은혁, 진온, 김병만, 상추, 이주현, 김동준, 이상호&이상민, 마르코, 쇼리, 박재민, 최성조, 리키 김, 김동성, 권태호, 조세호, 남창희, 이상훈

### 별명
- 리키 김 : 레전드
- 최성조 : 간고등어, 간코치, 만년 2인자 클럽 신규 회원, 2단계 클럽 창시자, 왕년 에이스, 탈락의 교과서
- 쇼리 : 날다람쥐, 단신클럽 회장, 커플전의 사나이
- 마르코 : 들짐승
- 박재민 : 만년 2인자, 1.5인자, 상품 사냥꾼, 꽈당 박재민 선생
- 김동준 : 영원한 2인자
- 진온 : 1단계 클럽 회장
- 권태호 : 인간 병기
- 민호 : 에이스
- 상추 : 괴물
- 데니 안 : 주장
- 김병만 : 신

## 코너

### 시청자 서비스 게임
드림팀이 메인 경기를 하기 전 몸풀기로 하는 게임. 종목은 매 회마다 달라진다.
1위의 지목으로 패자 결정전이 치러진다. 1위를 한 드림팀 멤버에게 구애 작전을 펼쳐야 열외 받을 수 있다.
최종 대결(결승전)에서 지는 팀(또는 출연자)이 시청자에게 주는 간식 비용을 모두 지불한다.
50회부터 171회까지 진행했던 코너.

#### 시청자 서비스 게임 간식 목록
- 50회 군만두 1000개
- 51회 도넛 240개(12개들이 20상자)
- 52회 피자 480조각(60판)
- 59회 호두과자 4000개
- 60회 찐빵 1000개
- 64회 귤 1000개
- 65회 안흥찐빵 300개
- 69회 귤 12상자
- 70회 잉어빵 1000개
- 72회 바나나 1000개
- 76회 쌀음료 1300개
- 78회 피자 1000조각
- 79회 치킨 1500조각
- 81회 알로에주스 1500캔
- 82회 도넛 1200개
- 83회 찐만두 1000개
- 85회 매실 음료 1500개
- 89회 보리 탄산음료 1500개
- 91회 알로에 주스 1500개
- 93회 복숭아 아이스티 1000개
- 94회 바나나와 이온음료 1200개
- 95회 신선한 빵 1500개
- 98회 쌀음료 1000개
- 99회 유자 주스 1000개
- 100회 맛있는 빵 1000개
- 104회 두유 1000개
- 105회 피자 1500조각(100판)
- 107회 두유 1000개
- 108회 치킨 2000조각
- 109회 어른용 홍삼 음료/아이용 홍삼 주스 1000병
- 111회 호빵 1000개
- 112회 아이스크림 샌드위치 1000개
- 113회 찹쌀떡과 두텁떡 1000개
- 114회 붕어빵 파이 1500개
- 115회 삼각김밥 1000개
- 118회 따뜻한 커피와 어린이 관객을 위한 상큼한 과일주스
- 119회 해조류 비빔국수
- 121회 감자 스낵 1000개
- 122회 떡 1000개
- 123회 일본식 주먹밥 1000개
- 125회 오렌지 주스 1000개
- 127회 청포도 주스 1000개
- 131회 보리음료 1000개
- 135회 브리또+레모네이드 음료수 1000개
- 137회 1등-돼지고기 세트, 2등-예쁜 가방, 3등-축구공
- 138회 알로에 음료수(시청자 서비스 게임을 하지 않고, 가족 특집을 맞아 준비)
- 140회 과자(시청자 서비스 게임 하지 않음.)
- 143회 음료수 1000병
- 144회 아이스크림 1000개
- 145회 퓨전 도시락 600개
- 146회 알로에 음료 1000개
- 148회 두유 1000병
- 149회 비타민 음료 1000개
- 150회 무화과 양갱 1000개
- 152, 155, 157회 비타민 음료수 1000병
- 158회 바나나 1000개
- 160회 두텁떡 1000개
- 162회 견과류 1000개
- 163회 칼국수 300인분
- 167회 죽 1000인분(시청자 서비스 게임 하지 않음.)
- 169회 육포 1800봉지
- 171회 초코바 1000개
- 173회 견과류 500봉지(패자부활전 탈락자가 구매)
- 176회 견과류 1000봉지(즉석 개그 배틀에서 꼴찌를 한 출연자가 구매)
- 177회 천안 호두과자 1000봉지(게임 없음)
- 233회 과일 주스 1000병

### 시청자 도전 <나도 드림팀이다>
시청자들이 드림팀 멤버와 제작진 대표로 구성된 후원자들 앞에서 장기자랑을 해서, 후원자가 후원하고픈 사람 선택하여 드림팀+시청자 2인 1조가 된다. 5가지 장애물 중 시청자들은 2, 3단계에 도전해서 1등은 벽걸이 세탁기, 인기상은 등안마기를 받는다. 1등 시청자를 후원한 드림팀 멤버는 간식 값을 지불한다. 150회에서는 벌칙 멤버 지목권도 가지고, 벌칙 멤버가 간식값을 지불했다.
148회부터 152회까지 진행했던 코너.

### 커플 선정 댄스 배틀 & 커플 게임
매주 걸그룹 멤버들이 1:1 댄스 배틀을 해서 더 많은 선택을 받는 멤버가 승리한다. 승리한 멤버는 드림팀 멤버 중에서 커플이 되고 싶은 사람을 선택한다. 커플이 되면 커플 게임을 해서 최종 꼴찌 팀이 간식값 지불한다.
155회부터 163회까지 진행했던 코너.

### 드림 명품 투어
매주 오프닝 장소에서 낙오자 선정 게임을 하여 꼴찌를 한 멤버가 본경기가 열리는 장소까지 걸어오는 벌칙을 수행한다. 그리고, 드림팀에 팀장을 뽑아서 선수 출전권과 작전권을 부여하고 드림팀 패배 시 그 다음에 팀장이 교체된다.
171회, 175회에서 진행했던 코너.

### 릴레이 종합 장애물 경기
본경기에 들어가기 전에 와일드 카드(추가 도전 기회 횟수)를 정하기 위해 릴레이 종합 장애물 경기를 한다. 탈락 횟수가 더 적은 팀이 승리하게 된다.(단, 탈락 횟수가 같을 경우에는 완주 기록이 빠른 팀이 승리한다.)
승리한 팀은 3번의 추가 도전 기회(총 10번), 패배한 팀은 2번의 추가 도전 기회(총 9번)를 가진다.
169회까지 진행했던 코너

### 와일드 카드전
후반전 경기를 하고, 마지막으로 와일드카드 1장씩 부여하여 에이스전을 펼친다.
172회, 176회에서 진행했던 코너

### 간보기 체험권 획득 게임
게임을 해서 이긴 팀은 신설된 장애물을 미리 체험할 수 있는 기회 획득하고, 진 팀은 전원 입수 벌칙이 주어진다.
185회에서 신설된 코너.

## 명예의 전당
종합 장애물 경기에서 우승한 출연자들의 목록이다.
( )는 통산 우승 횟수를 뜻한다.
| 순위      | 이름 | 우승 횟수 |
| --------- | --- | --------- |
| 1위       | 리키김 | 25(32)    |
| 2위       | 최성조 | 12(14)    |
| 3위       | 권태호 | 7(16)     |
| 4위       | 김병만 | 5         |
| 5위       | 이상호 | 4(6)      |
| 6위       | 박재민 | 3(5)      |
| 공동 7위  | 김지원, 상훈, 장지우, 이종민 | 2         |
| 공동 11위 | 상추, 민호, 찬성, 은혁, 이현, 이상민, 김동준, 여홍철, 양동권, 문준영, 이봉환, 김인수, 정상희, 채종국, 김영하, 심설빈, 제갈성렬, 우르그벡, 손성일, 나국, 김동성, 타히티 지수,김주일,백규현, 허민, 심으뜸, 김학도 | 1         |

## 비판
- 1기 종영 후, 대부분의 출연자들이 허리 부상 등으로 공익이나 면제판정을 받은 것이 알려지며 논란이 됐다. 이들은 방송에선 외나무다리, 그물망, 이동식 장애물들을 제한시간까지 걸고 통과하는 공식적으로 평균 이상의 운동신경이 검증된 자들이었기 때문이다. 이런 앞뒤가 안 맞는 행적 덕분에 '출발 공익팀' 혹은 '출발 면제팀'이라는 오명을 얻었다.

- 연예인만 편애하고 상대팀을 깔보는 이창명의 편파진행이 연이어 문제되고 있는 와중에 제작진은 한술 더 떠서 아예 대놓고 재촬영을 시도해서 더 큰 비난을 받았다. 덕분에 '출발 조작팀'이라는 별명이 생겨도 이상하지 않을 상황이었다. 상대팀이 압승을 했는데도 출연자들의 이미지 문제 때문에 재촬영을 한 적도 있었다고 한다.

## 수상 경력
- 제10회 KBS 연예대상

- 프로듀서 특별상 : 이창명

- 문화체육관광부 장관상
- 한국관광공사 감사패(2013년 3월 17일~22일 베트남 하노이 '2013 비지트 코리아 캠페인')(한국관광명예홍보대사)

## 같이 보기
- 출발! 드림팀 - 슈퍼 TV 일요일은 즐거워